# Pano (Huesca)
Pano ist ein spanischer Ort in der Provinz Huesca der Autonomen Gemeinschaft Aragonien, der zur Gemeinde Graus gehört. Der Ort auf circa 894 Meter Höhe liegt circa 13 Kilometer nordwestlich von Graus. Pano hatte im Jahr 2019 nur drei Einwohner.
Nachdem der Ort seit 1991 unbewohnt war, wurde er in den letzten Jahren wieder besiedelt.

## Sehenswürdigkeiten
- Ermita San Antón, erbaut im 11. Jahrhundert
- Ermita de la Virgen de la Collada
- Ermita de San Juan Bautista, erbaut im 11. Jahrhundert
- Reste der hochmittelalterlichen Befestigungsanlage

## Weblinks

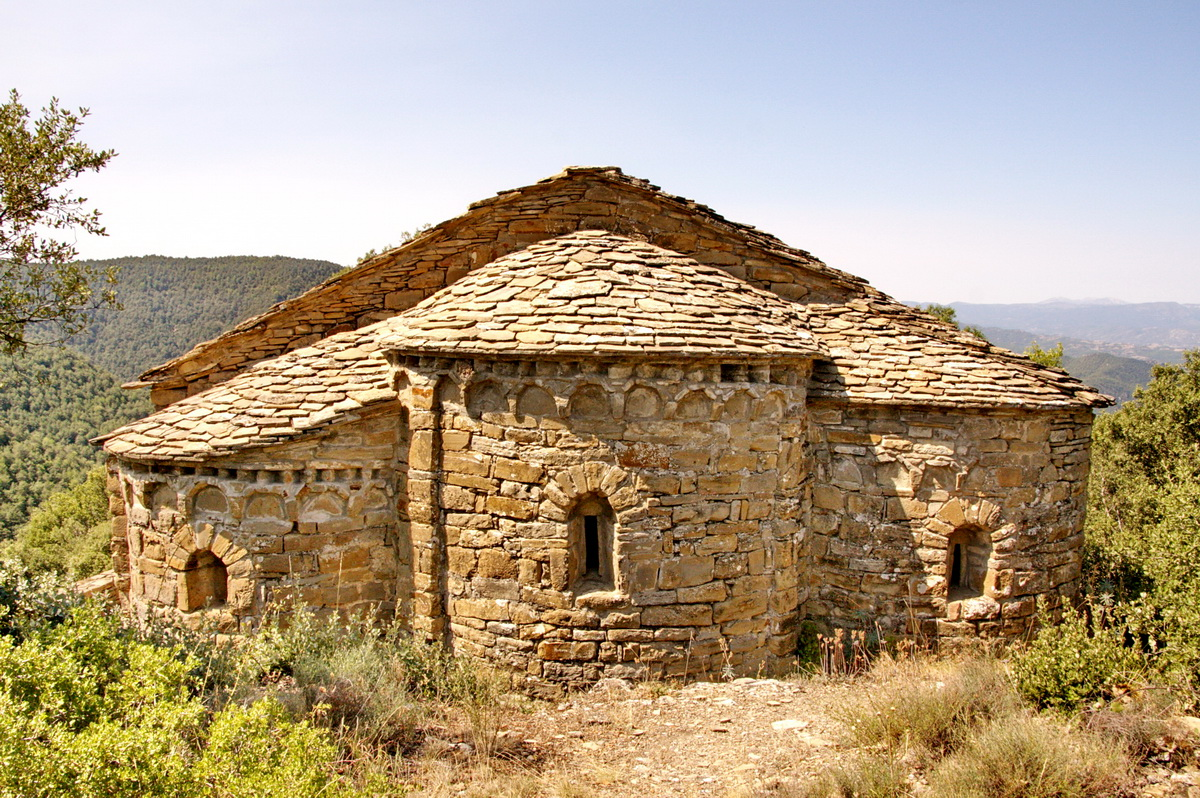
Ermita San Antón